# Јаника Балаж
Јаника Балаж (мађ. Janika Balázs; Лукино Село, 23. децембар 1925 — Нови Сад, 12. новембар 1988) био је југословенски тамбураш и музичар ромског порекла.

## Биографија
Рођен је у ромској породици мађарског језика с јаком музикалном традицијом, што му је дало предуслове да и сам постане музичар. Породично име његовог оца било је Рац (Rácz), мађарски стари назив за Србе, али је он преузео мајчино презиме Балаж. Одрастао је у Бечеју где је почео да свира виолину у локалној кафани у својој десетој години. Касније је свирао у музичкој групи „Браћа Koзарци (Козарски)" у околини Суботице и Хоргоша. Од 1948. до 1951. године радио је за Радио Титоград у Црној Гори, где је усавршио свирање тамбуре.
Од 1951. године радио је за Радио Нови Сад који се те године основао. Ту је радио до краја своје каријере. Био је члан „Великог тамбурашког оркестра“. Проводио је своје ноћи свирајући са својим оркестром од осам чланова по новосадским кафанама, нарочито на Петроварадинској тврђави. Јаника Балаж основао је тамбурашки оркестар који је бројао осам чланова. Прославили су се песмом „Осам тамбураша с’ Петроварадина“. За Јаникину осморку чуло се широм Европе. Свирали су енглеској краљици Елизабети II, а у париској Олимпији Јаника је наступао чак 36 пута са Оливером Катарином. Добијао је више позива да се пресели у САД и Совјетски Савез да ради као учитељ, но никада није хтео да напусти Нови Сад, где је и умро 1988. године.
Јаника је учествовао у више документарних и представних филмова. Песме „Осам тамбураша с Петроварадина“ (текст Ратко Шоћ, музика Миња Вучетић) и „Примаши“ су посвећене њему. Током своје каријере је радио с многим познатим музичарима, као што су Звонко Богдан и Јулија Бисак.
После његове смрти, град Нови Сад је подигао споменик (скулптор Ласло Силађи), који се налази на Тргу незнаног јунака, преко пута Петроварадинске тврђаве преко Дунава.